# Jerzy Hrybacz
Jerzy Zbigniew Hrybacz (ur. 7 marca 1927 w Wilnie, zm. 11 września 2013) – polski ekonomista, poseł na Sejm I kadencji.

## Życiorys
Syn Jana i Zofii. W okresie II wojny światowej działał w podziemiu. Ukończył w 1951 studia na Wydziale Ekonomicznym Wyższej Szkoły Ekonomicznej w Szczecinie. Uzyskał następnie stopień doktora nauk ekonomicznych. Był profesorem Państwowej Wyższej Szkoły Zawodowej w Gorzowie Wielkopolskim, pełnił funkcję prorektora tej uczelni. Publikował prace naukowe i podręczniki z zakresu rachunkowości.
W latach 50. organizował drużyny harcerskie. Na początku lat 80. wstąpił do Niezależnego Samorządnego Związku Zawodowego„Solidarność”. Za działalność opozycyjną został skazany na karę roku pozbawienia wolności. W latach 90. zakładał regionalny Światowy Związek Żołnierzy Armii Krajowej w województwie gorzowskim.
Od 1991 do 1993 sprawował mandat posła I kadencji, wybranego z listy Wyborczej Akcji Katolickiej. Należał do Zjednoczenia Chrześcijańsko-Narodowego. Przez kilka kadencji zasiadał w gorzowskiej radzie miasta (m.in. z ramienia Akcji Wyborcza Solidarność i następnie do 2006 z ramienia Prawa i Sprawiedliwości).
Pochowany na cmentarzu komunalnym w Gorzowie Wielkopolskim.